# Ercheu
Ercheu és un municipi francès situat al departament del Somme i a la regió dels Alts de França. L'any 2007 tenia 790 habitants.

## Demografia

### Població

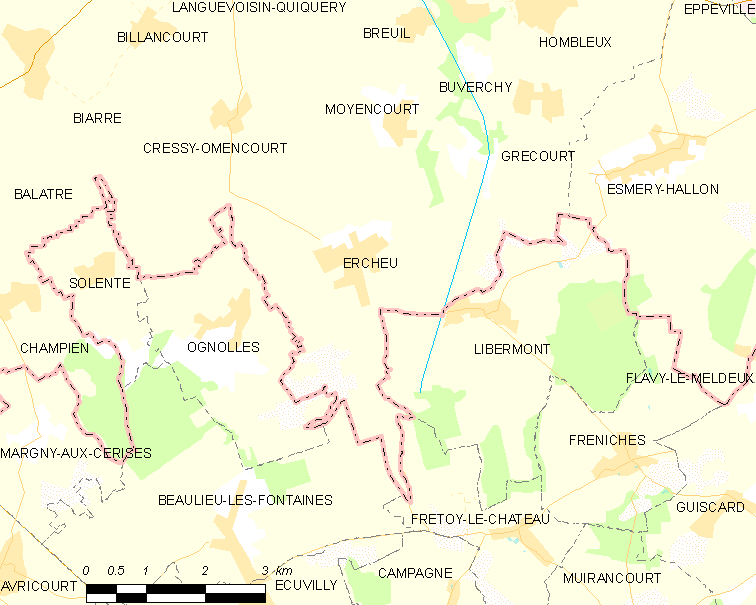

El 2007 la població de fet d'Ercheu era de 790 persones. Hi havia 248 famílies de les quals 48 eren unipersonals (28 homes vivint sols i 20 dones vivint soles), 84 parelles sense fills, 100 parelles amb fills i 16 famílies monoparentals amb fills.
La població ha evolucionat segons el següent gràfic:
Habitants censats

### Habitatges

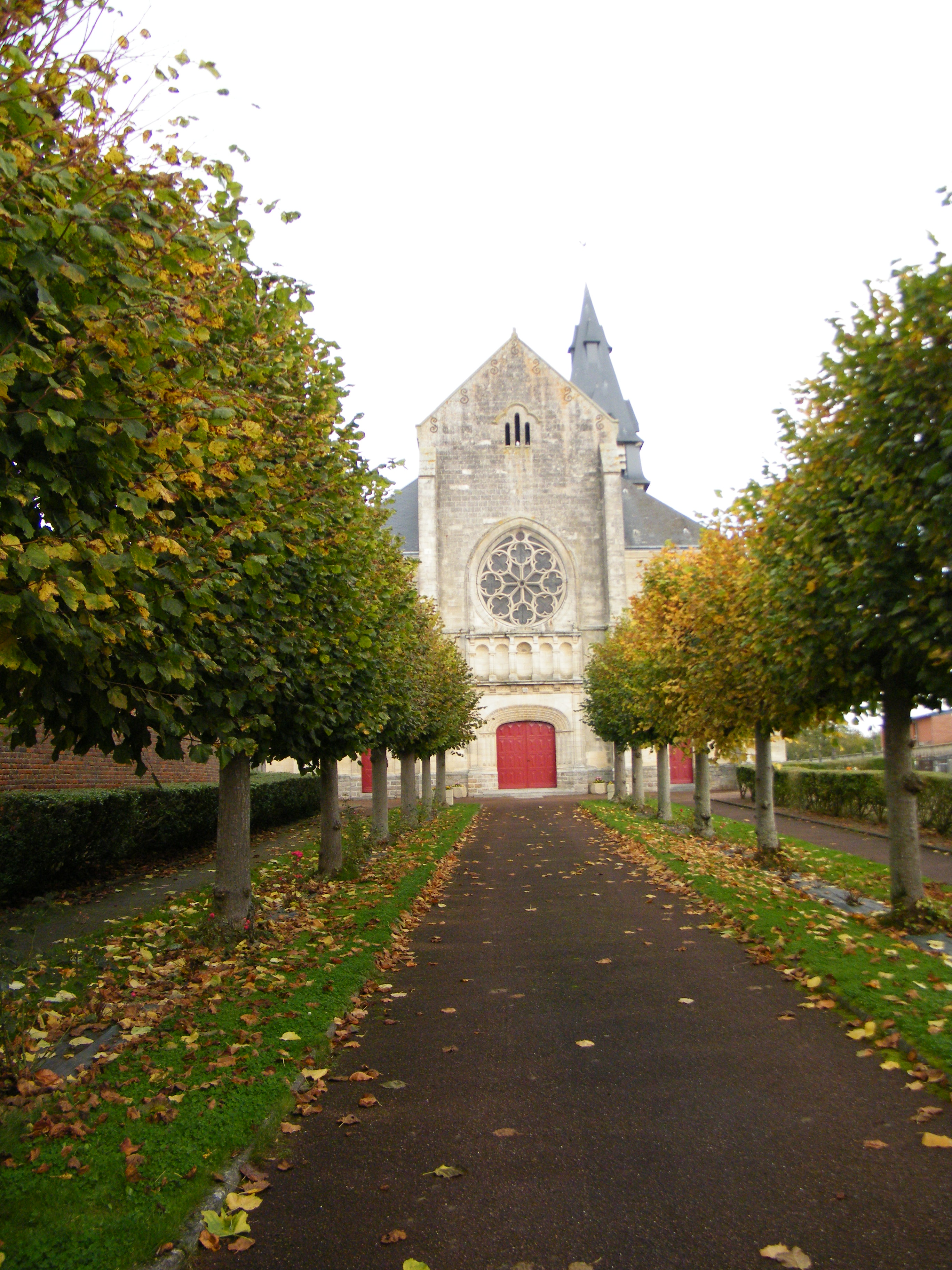

El 2007 hi havia 325 habitatges, 269 eren l'habitatge principal de la família, 26 eren segones residències i 30 estaven desocupats. Tots els 324 habitatges eren cases. Dels 269 habitatges principals, 225 estaven ocupats pels seus propietaris, 35 estaven llogats i ocupats pels llogaters i 9 estaven cedits a títol gratuït; 13 tenien dues cambres, 49 en tenien tres, 72 en tenien quatre i 135 en tenien cinc o més. 180 habitatges disposaven pel capbaix d'una plaça de pàrquing. A 128 habitatges hi havia un automòbil i a 117 n'hi havia dos o més.

### Piràmide de població
La piràmide de població per edats i sexe el 2009 era:
| Homes | Edats   | Dones |
| ----- | ------- | ----- |
| 4     | 95 o +  | 12    |
| 4     | 90 a 94 | 8     |
| 8     | 85 a 89 | 12    |
| 4     | 80 a 84 | 16    |
| 12    | 75 a 79 | 16    |
| 24    | 70 a 74 | 8     |
| 4     | 65 a 69 | 16    |
| 32    | 60 a 64 | 32    |
| 4     | 55 a 59 | 16    |
| 32    | 50 a 54 | 28    |
| 24    | 45 a 49 | 24    |
| 16    | 40 a 44 | 16    |
| 24    | 35 a 39 | 20    |
| 24    | 30 a 34 | 16    |
| 36    | 25 a 29 | 24    |
| 24    | 20 a 24 | 20    |
| 16    | 15 a 19 | 28    |
| 12    | 10 a 14 | 12    |
| 12    | 5 a 9   | 28    |
| 20    | 0 a 4   | 12    |

## Economia
El 2007 la població en edat de treballar era de 473 persones, 327 eren actives i 146 eren inactives. De les 327 persones actives 291 estaven ocupades (173 homes i 118 dones) i 36 estaven aturades (21 homes i 15 dones). De les 146 persones inactives 42 estaven jubilades, 34 estaven estudiant i 70 estaven classificades com a «altres inactius».

### Ingressos
El 2009 a Ercheu hi havia 278 unitats fiscals que integraven 742,5 persones, la mediana anual d'ingressos fiscals per persona era de 15.704 €.

### Activitats econòmiques
Dels 20 establiments que hi havia el 2007, 1 era d'una empresa alimentària, 5 d'empreses de construcció, 4 d'empreses de comerç i reparació d'automòbils, 1 d'una empresa de transport, 1 d'una empresa immobiliària, 2 d'empreses de serveis i 6 d'entitats de l'administració pública.
Dels 6 establiments de servei als particulars que hi havia el 2009, 1 era una oficina de correu, 1 establiment de lloguer de cotxes, 1 paleta, 1 guixaire pintor i 2 lampisteries.
L'únic establiment comercial que hi havia el 2009 era una fleca.
L'any 2000 a Ercheu hi havia 13 explotacions agrícoles que ocupaven un total de 1.030 hectàrees.

## Equipaments sanitaris i escolars
El 2009 hi havia una escola elemental.

## Poblacions més properes
El següent diagrama mostra les poblacions més properes.